# Lîteaci, Zalișciîkî
Lîteaci (în ucraineană Литячі) este o comună în raionul Zalișciîkî, regiunea Ternopil, Ucraina, formată numai din satul de reședință.

## Demografie
Componența lingvistică a comunei Lîteaci
     Ucraineană (99,16%)
     Alte limbi (0,84%)
Conform recensământului din 2001, majoritatea populației comunei Lîteaci era vorbitoare de ucraineană (99,16%), existând în minoritate și vorbitori de alte limbi.